# عبده بویناهری
عبده بویناهری (انگلیسی: Abdou Boinaheri؛ زادهٔ ۱۲ اکتبر ۱۹۸۸) بازیکن فوتبال اهل فرانسه است.
وی همچنین در تیم ملی فوتبال اتحاد قمر بازی کرده‌است.